# Cephalomyidae
Cephalomyidae — вимерла родина кавіоморфних гризунів з Південної Америки. Конкретні стосунки цеї з іншими родинами невизначені.. Скам'янілості родини були знайдені в формаціях Десеадан до Колуеуапіан Фрай Бентос, Десеадо, Серро Бандера та Сарм'єнто, а також у складі Колхуе Хуапі в Аргентині та групі Пука в Болівії.